# Auguste Ruyssevelt
Auguste Ruyssevelt (4 novembre 1896 – ...) è stato un calciatore belga, di ruolo difensore.

## Carriera

### Club
Ha sempre giocato nel campionato belga, nella cui prima divisione ha segnato 6 reti in complessivi 301 incontri giocati.

### Nazionale
Ha rappresentato la propria Nazionale alle Olimpiadi di Amsterdam 1928.

## Palmarès

### Club
- Campionato belga: 5

Beerschot: 1921-1922, 1923-1924, 1924-1925, 1925-1926, 1927-1928